# 特基 (肯塔基州)
特基（英語：Turkey）是位於美國肯塔基州布雷薩特縣的一個非建制地區。

## 地理
特基所處的海拔為高於海平面213米（即699英呎），而該地所採用的時區為UTC-6，即北美中部時區（CST）。同時該地設有夏令時間，為UTC-6調快一小時，即UTC-5（CDT）。